# Bernadets-Dessus
Bernadets-Dessus es una comuna francesa situada en el departamento de Altos Pirineos, en la región de Occitania.

## Demografía
| 176 | 187 | 185 | 173 | 159 | 155 | 151 |
| Para los censos de 1962 a 1999 la población legal corresponde a la población sin duplicidades (Fuente: INSEE [Consultar]) |     |     |     |     |     |     |